# Frank Marcus Fernando
Frank Marcus Fernando (* 19. Oktober 1931 in Tamita-Negombo, Sri Lanka; † 24. August 2009 in Chilaw) war Bischof von  Chilaw in Sri Lanka.

## Leben
Frank Marcus Fernando studierte in Colombo und wurde in Rom promoviert. Er empfing am 22. Dezember 1956 in Rom die Priesterweihe.
Papst Paul VI. ernannte ihn 1965 zum Titularbischof von Oliva und bestellte ihn zum Weihbischof im Erzbistum Colombo. Die Bischofsweihe spendete ihm am 19. August 1965 der Erzbischof von Colombo in Ceylon, Thomas Benjamin Kardinal Cooray OMI; Mitkonsekratoren waren der Bischof von Chilaw, Edmund Peiris OMI, und Anthony de Saram, Bischof von Galle. 1986 erfolgte die Bestellung zum Koadjutor im Bistum Chilaw; 1972 wurde er zum Bischof von Chilaw ernannt. 2006 wurde seinem Ruhestandsgesuch durch Benedikt XVI. stattgegeben.
Frank Marcus Fernando wurde als “voice of the voiceless” (Stimme der Stimmlosen) bezeichnet, weil er wiederholt Benachteiligungen der Bevölkerung anprangerte. 2004 führte er die bürgerliche Oppositionsbewegung gegen das Anti-Konversion-Gesetz der nationalistischen, von buddhistischen Mönchen gegründeten, Jathika Hela Urumaya, an. Mit seiner Klage beim Obersten Gerichtshof in Colombo wurde das Gesetz zu Fall gebracht.
Er veröffentlichte einige Bücher und war Herausgeber des Gnanartha Pradeepaya. Zudem engagierte er sich für die Mission, insbesondere mit dem 1978 von ihm gegründeten Sudasuna Center, dass das größte Medienzentrum der katholischen Kirche in Asien wurde. Auf den Philippinen unterstützte er maßgeblich das Radio Veritas.